# Instituto por la secularización de la sociedad islámica
El Instituto por la Secularización de la Sociedad Islámica es una organización de escritores que promueve las ideas de secularización, democracia y derechos humanos en las sociedades islámicas. Forma parta del Center for Inquiry.
Fundada en 1998 por antiguos musulmanes —el más conocido de todos ellos es Ibn Warraq—, el grupo anima a combatir el fanatismo, violencia y terrorismo teológicos. La organización no promueve ningún sistema de creencias ni dogma religioso, sino que suscribe las leyes laicas, la libertad de expresión y la Declaración Universal de los Derechos HUmanos.
Su director en la actualidad es Ibn Warraq.